# Saint-Pierre-d'Oléron
Saint-Pierre-d'Oléron är en kommun i departementet Charente-Maritime i regionen Nouvelle-Aquitaine i västra Frankrike. Kommunen ligger i kantonen Île d'Oléron som ligger i arrondissementet Rochefort. År 2022 hade Saint-Pierre-d'Oléron 6 665 invånare.
Saint-Pierre-d’Oléron är huvudorten på Île d'Oléron och ligger mitt på ön. Det är en viktig handelsplats med flera köpcentrum och många butiker och affärer. Det är också en historisk ort och turistort.
Två kilometer väster om Saint-Pierre-d'Oléron ligger La Cotinière som är den regionens största fiskeby med ett hundra fiskebåtar som varje dag klockan tre säljer sin fångst på en marknad vid hamnen.

## Bildgalleri

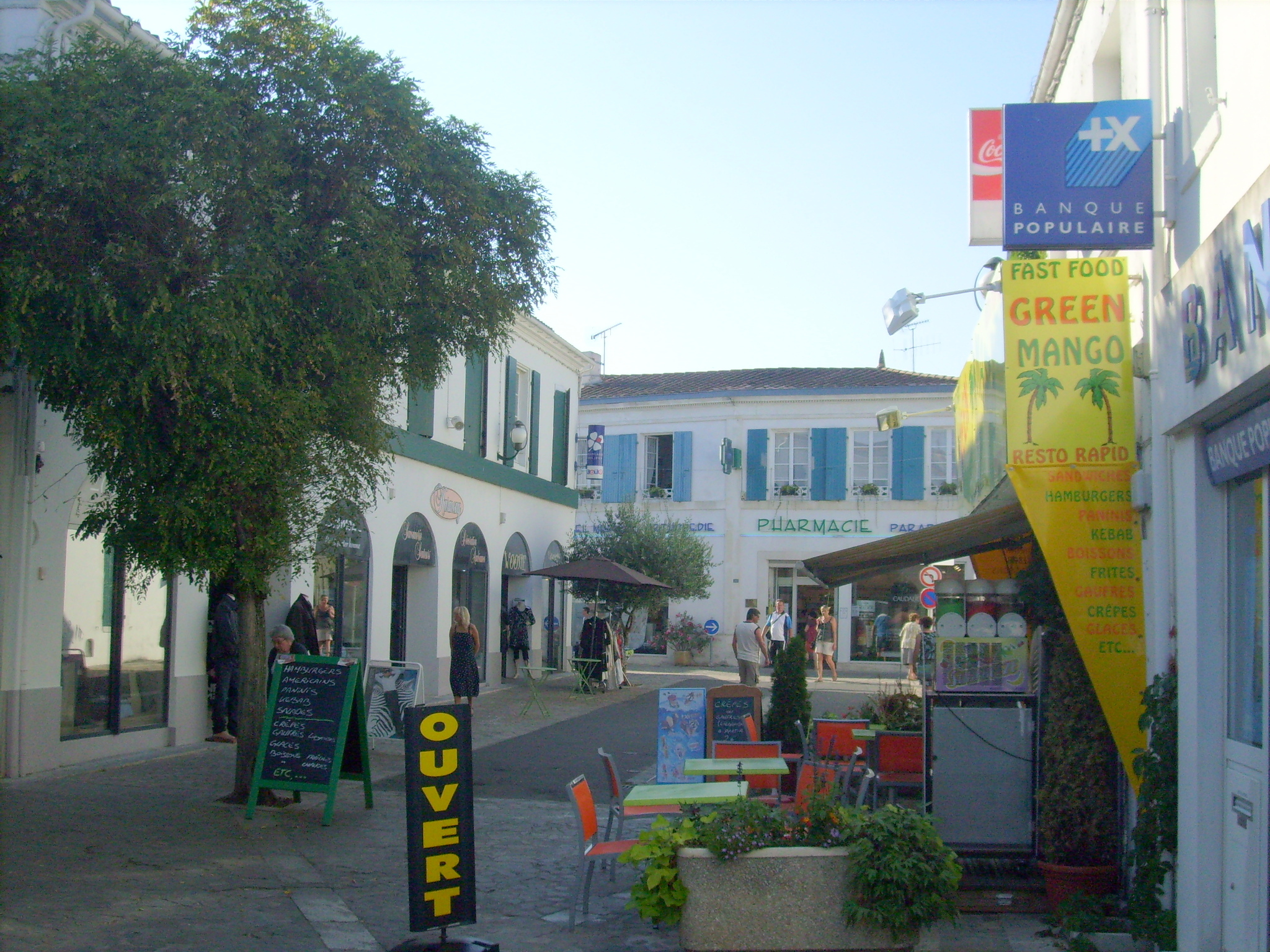
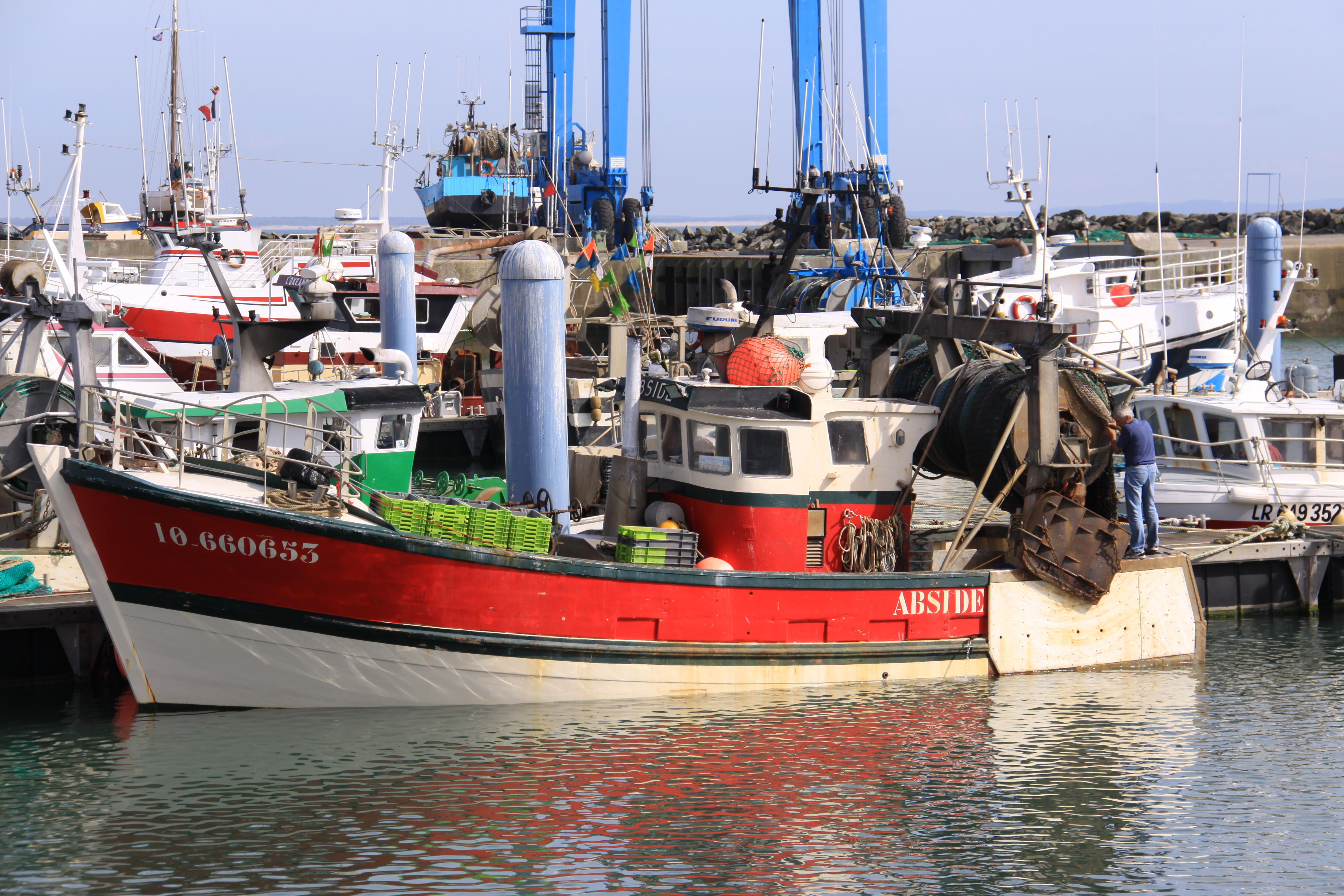
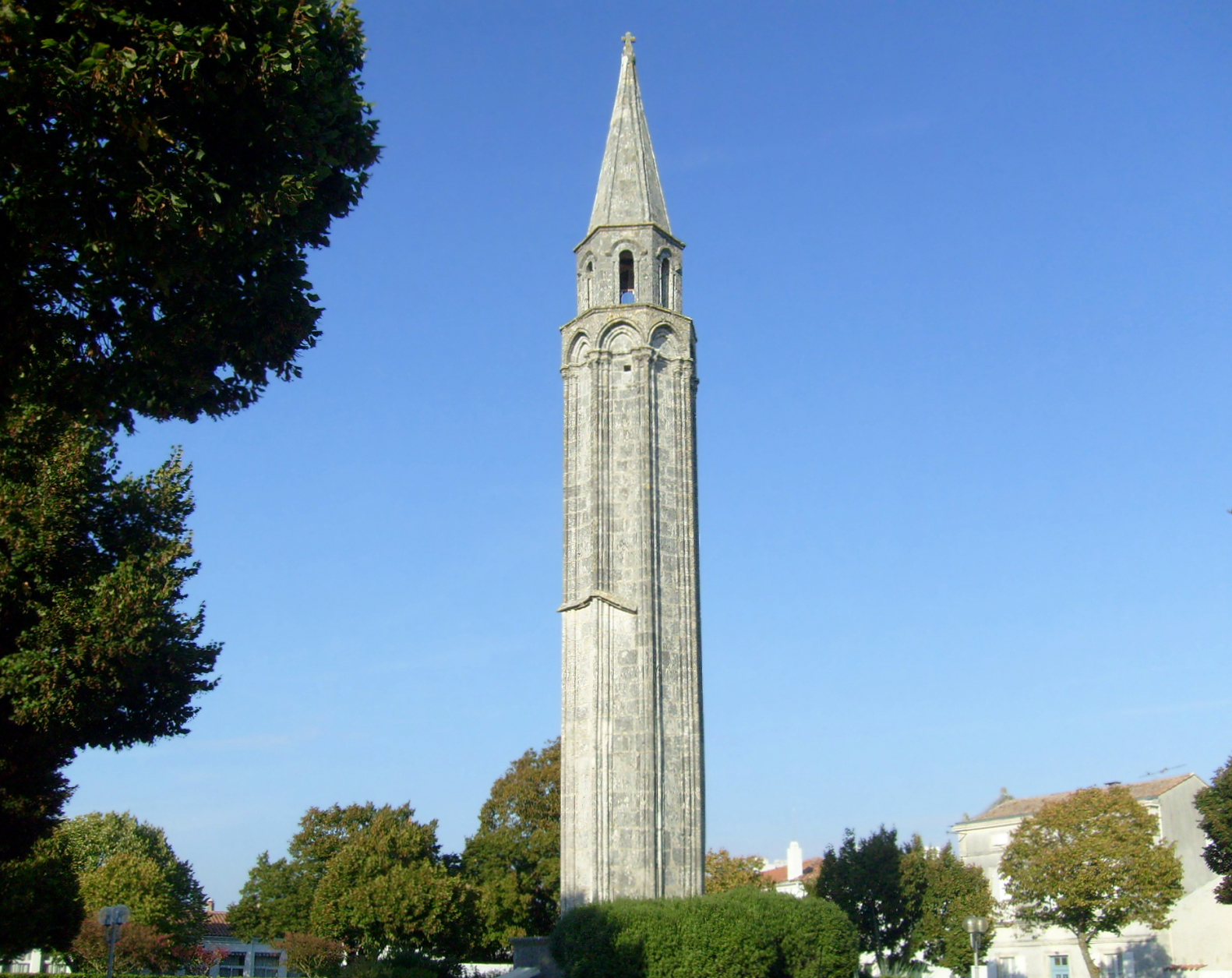

## Befolkningsutveckling
| Befolkningsutvecklingen i Saint-Pierre-d'Oléron 1968–2021 | Befolkningsutvecklingen i Saint-Pierre-d'Oléron 1968–2021 | Befolkningsutvecklingen i Saint-Pierre-d'Oléron 1968–2021 | Befolkningsutvecklingen i Saint-Pierre-d'Oléron 1968–2021 | Befolkningsutvecklingen i Saint-Pierre-d'Oléron 1968–2021 |
| --------------------------------------------------------- | --------------------------------------------------------- | --------------------------------------------------------- | --------------------------------------------------------- | --------------------------------------------------------- |
|                                                           |                                                           |                                                           |                                                           |                                                           |
| År                                                        |                                                           |                                                           | Folkmängd                                                 |                                                           |
| 1968                                                      | 1968                                                      |                                                           | 4 258                                                     |                                                           |
| 1975                                                      | 1975                                                      |                                                           | 4 604                                                     |                                                           |
| 1982                                                      | 1982                                                      |                                                           | 4 782                                                     |                                                           |
| 1990                                                      | 1990                                                      |                                                           | 5 365                                                     |                                                           |
| 1999                                                      | 1999                                                      |                                                           | 5 944                                                     |                                                           |
| 2007                                                      | 2007                                                      |                                                           | 6 204                                                     |                                                           |
| 2015                                                      | 2015                                                      |                                                           | 6 751                                                     |                                                           |
| 2021                                                      | 2021                                                      |                                                           | 6 627                                                     |                                                           |